# Марчелло Де Донно
Марчелло Де Донно (італ. Marcello De Donno, нар. 7 лютого 1941, Лечче) - італійський адмірал, начальник генерального штабу ВМС Італії протягом 2001-2004 років.

## Біографія
Марчелло Де Донно народився 7 лютого 1941 року у Лечче. У 1959 році вступив до Військово-морської академії в Ліворно, яку закінчив 1963 році у звання гардемарина. Також здобув вищу освіту у галузі математики і закінчив Інститут військово-морської війни за спеціалізацією «Служба бойової оперативної інформації» (італ. Servizio Informazioni Operative di Combattimento (SIOC)).
Ніс службу на різних кораблях, зокрема командував корветом «Аквіла», був помічником командира крейсера-вертольотоносця «Вітторіо Венето», командував фрегатом «Саджиттаріо».
Після отримання звання капітана I рангу командував крейсером-вертольотоносцем «Андреа Доріа». 
Отримавши звання контрадмірала, командував Військово-морською академією. Після отримання звання дивізійного адмірала командував 3-ю морською дивізією, потім - інспектором військово-морських шкіл. Надалі був начальником загального відділу генерального штабу збройних сил Італії, потім - керівником відділу загального планування та фінансування генерального штабу військово-морських сил.
5 липня 1997 року отримав звання ескадреного адмірала. З 21 жовтня 1997 року по 11 жовтня 1999 року був заступником начальника генерального штабу ВМС Італії, з 21 жовтня 1999 року по 8 лютого 2001 року командував оперативними силами флоту.
З 16 лютого 2001 року по 7 лютого 2004 року Марчелло Де Донно був начальником генерального штабу ВМС Італії,
після чого вийшов у відставку у зв'язку з досягненням граничного віку служби.
З липня 2004 року - президент компанії AgustaWestland. Протягом 2005-2011 років був президентом Італійської військово-морської ліги (італ. Lega navale italiana).
У 2005 році заснував неприбуткову організацію «Nyumbani Italia», яка підтримує проєкти організації «Fondazione Nyumbani Kenya di Nairobi», що надає допомогу дітям-сиротам та хворим на СНІД. 
У 2010 році став президентом організації «Presidente dell'Istituto Italiano di Studi Strategici "Niccolò Machiavelli"».

## Нагороди

### Італійські
- Кавалер Великого хреста Ордена «За заслуги перед Італійською Республікою»
- Маврикіанська медаль заслуг за 10 п'ятиліть бездоганної військової кар'єри
- Срібна медаль за довголітнє судноводіння (15 років)
- Срібна медаль заслуг за довголітнє командування в армії (15 років)
- Золотий хрест за вислугу років (40 років)
- Бронзова медаль за військово-морські заслуги

### Іноземні
- Командор Ордена «За заслуги» (Франція)
- Золотий почесний хрест бундесверу (Німеччина)
- Великий хрест Ордена військово-морських заслуг (Перу)
- Лицар-командор із зіркою Ордена святого Григорія Великого (Ватикан)
- Командор Легіону Заслуг (США)
- Орден заслуг збройних сил Туреччини